# Odertalsperre
Die Odertalsperre im Harz liegt oberhalb von Bad Lauterberg im Landkreis Göttingen in Niedersachsen und staut den Rhume-Zufluss Oder. Die Talsperre wurde nach dreijähriger Bauzeit im Jahr 1934 in Betrieb genommen, Eigentümer und Betreiber sind die Harzwasserwerke.

## Zweck
Die Talsperre dient folgenden Zwecken:
- Hochwasserschutz
- Niedrigwasseraufhöhung
- Stromerzeugung

Dabei handelt es sich zum Teil um widersprechende Funktionen. Für den Hochwasserschutz ist ein möglichst leeres Wasserbecken, für die Niedrigwasseraufhöhung eine möglichst volle Talsperre wünschenswert. Dementsprechend gibt es für die Wasserbewirtschaftung einen Betriebsplan, der abhängig von den Jahreszeiten und den zu erwartenden Wassermengen ist, z. B. Schneeschmelze nach dem Winter, Trockenheit im Sommer.

## Absperrbauwerk
Das Absperrbauwerk ist als ein Staudamm aus Steinschüttmaterial (Schotter) mit einem mittigen Betonkern und einer dichtenden Lehmschicht konstruiert. Die Betonmauer verfügt über Fugen, die Verformungen des gesamten Damms folgen, ohne undicht zu werden. Die Bauart ähnelt in wesentlichen Elementen der nur wenige Jahre zuvor in Betrieb genommenen Sösetalsperre. Der Damm wurde von 2010 bis 2018 saniert.

## Pumpspeicherkraftwerk
Der Stausee der Talsperre diente ursprünglich als Oberbecken eines Pumpspeicherkraftwerks. Direkt unter dem Staudamm befindet sich ein Unterwasserbecken mit einem 7,5 m hohen Erddamm, das als Ausgleichsbecken diente. Das Kraft- und Pumpwerk befindet sich ebenfalls am Fuß des Dammes. Auf den Pumpbetrieb wird seit 1986 verzichtet, da er sich nicht mehr wirtschaftlich darstellte. Heute erzeugt hier eine Francisturbine mit einer Gesamtleistung von 4700 KW etwa 6.000.000 kWh Strom im Jahr. Die Fallhöhe beträgt 61 Meter. Ein weiteres, wesentlich kleineres Kraftwerk wird am Grundablass des Ausgleichsbeckens betrieben.

## Speicherkraftwerk
Seit Stilllegung des Pumpspeicherkraftwerkes wird das Kraftwerk Odertalsperre als Speicherkraftwerk betrieben. Hierzu läuft die Turbine wenige Stunden am Tag, um das Ausgleichsbecken unterhalb des Hauptdammes aufzufüllen; vom Ausgleichsbecken aus wird eine kontinuierliche Wassermenge (in der Regel mindestens 1,3 m³/s) an das Unterwasser abgegeben.

## Beileitungen
Über drei Ableitungsbauwerke kann zusätzlich zum Abfluss der Oder Wasser aus dem nördlich gelegenen Sperrlutter- und Breitenbeektal in die Odertalsperre übergeleitet werden. Das Wasser wird über ein Wehr in einen Hanggraben und zwei Wasserüberleitungsstollen (Großer Eschenbergstollen und Hillebillestollen) der Odertalsperre zugeführt. Diese Beileitungen können etwa 30 % des Zulaufes ausmachen.

## Sonstiges
Es gibt Wassersportmöglichkeiten in Form von Angeln, Baden, Segeln und Surfen. Am Stausee gibt es eine Gaststätte und einen Campingplatz.
Durch den Bau der Talsperre konnte am westlichen Ende des Stadtgebietes von Bad Lauterberg in der Aue ein neuer Stadtteil errichtet werden. Vorher war das Gelände des Öfteren von Hochwasser betroffen.

## Fischfauna
Die Odertalsperre ist in erster Linie ein Salmonidengewässer mit Bach-, Regenbogen- und Seeforellen.
Außerdem kommen Hechte, Zander, Flussbarsche, Aale, Karpfen, Schleien und Maränen vor. Darüber hinaus gibt es zahlreiche Weißfischarten.

## Bildergalerie

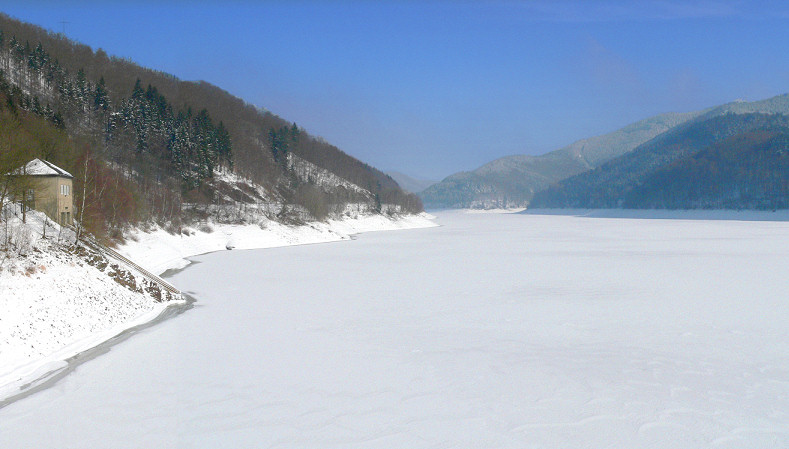
Odertalsperre im Winter, vom Staudamm aus gesehen, Februar 2006
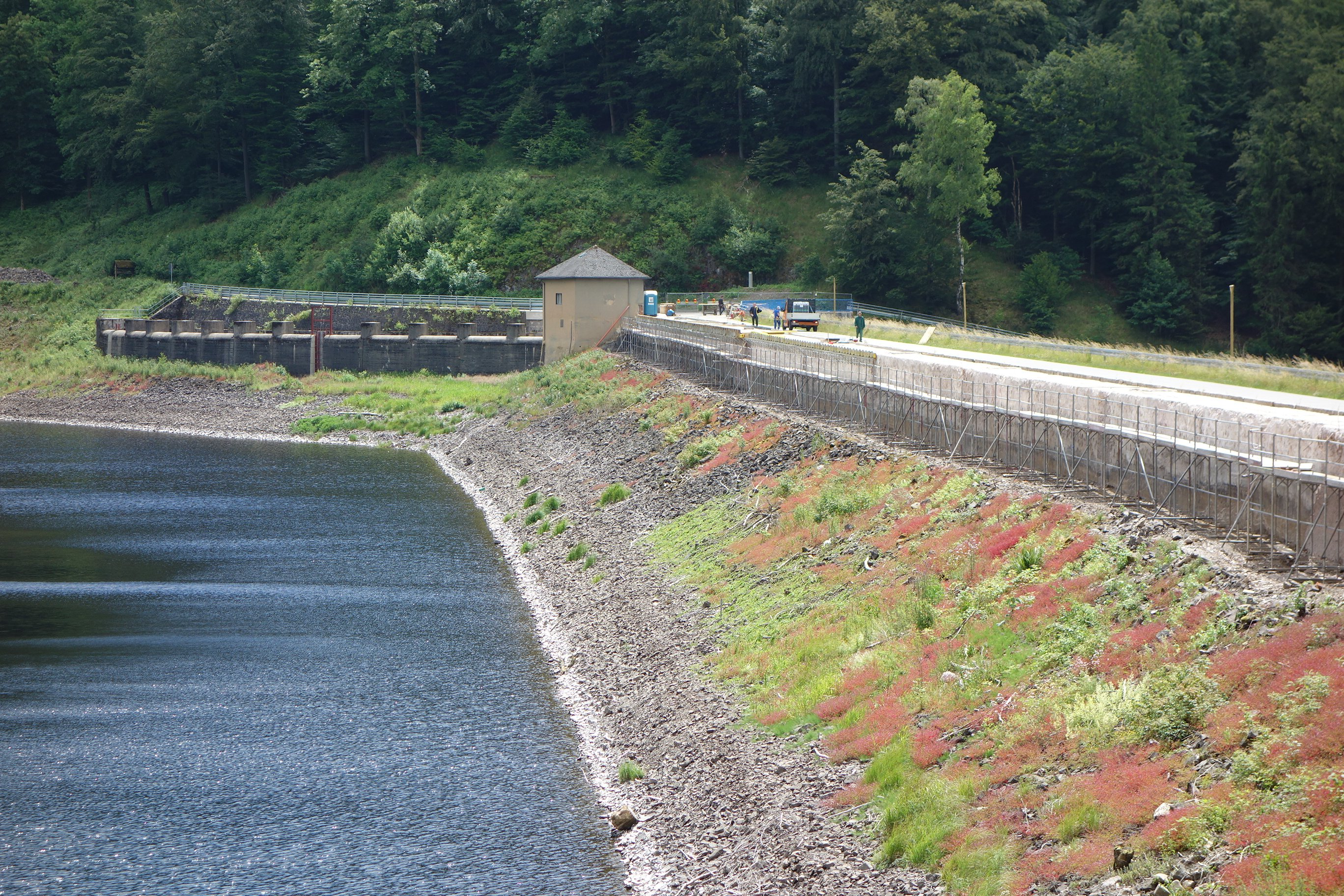
Staudamm im Juli 2014
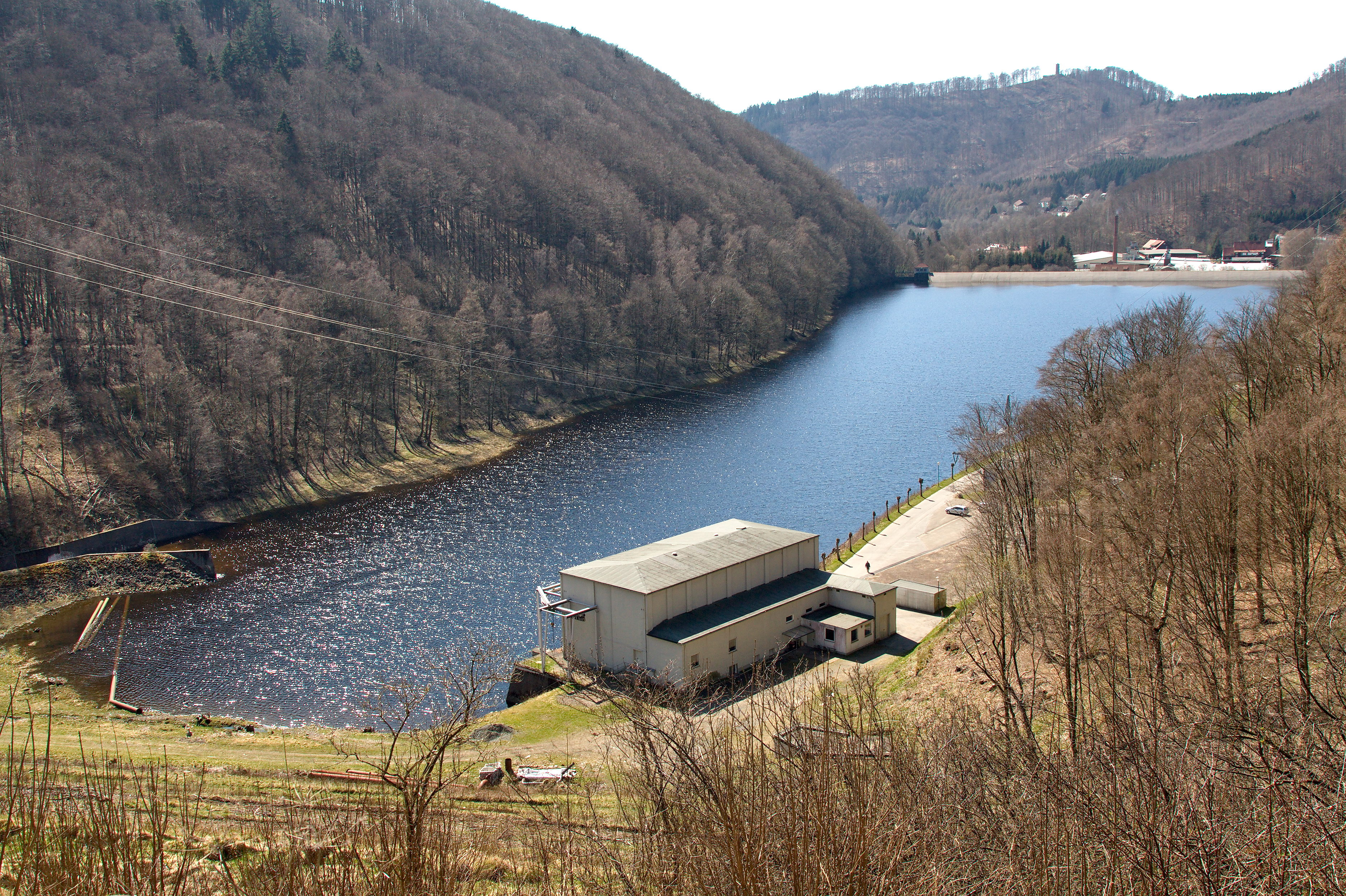
Blick vom Staudamm hinunter zum Ausgleichsbecken
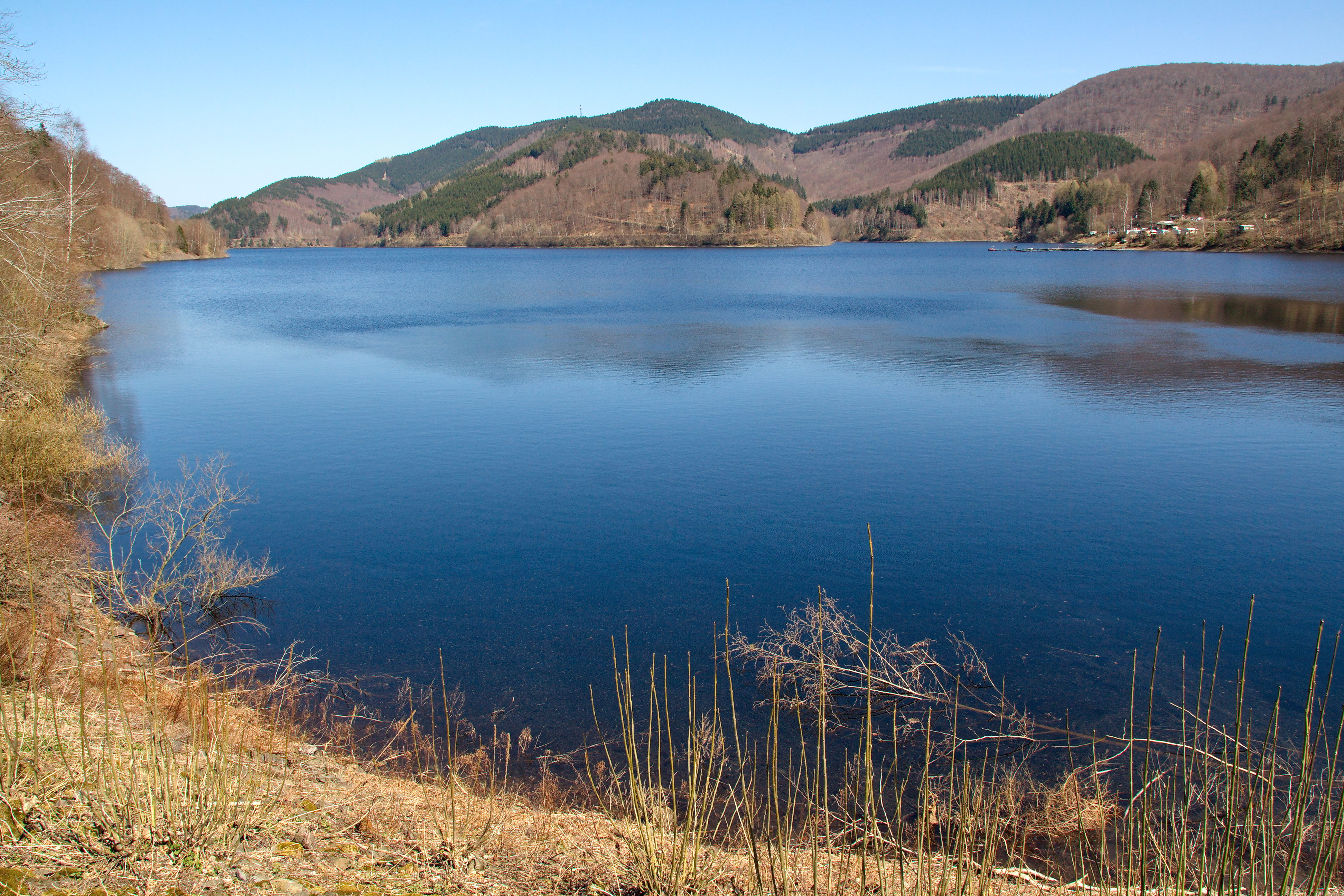
Blick vom Staudamm über den See